# La Vega, Querétaro Arteaga
La Vega är en ort i Mexiko.   Den ligger i kommunen Peñamiller och delstaten Querétaro Arteaga, i den centrala delen av landet, 190 km norr om huvudstaden Mexico City. La Vega ligger 1 284 meter över havet och antalet invånare är 290.
Terrängen runt La Vega är huvudsakligen kuperad, men den allra närmaste omgivningen är platt. La Vega ligger nere i en dal. Runt La Vega är det ganska glesbefolkat, med 38 invånare per kvadratkilometer. Närmaste större samhälle är Pinal de Amoles, 18,8 km nordost om La Vega. Trakten runt La Vega består i huvudsak av gräsmarker.